# Funaria riparia
Funaria riparia är en bladmossart som beskrevs av Lindberg 1870. Funaria riparia ingår i släktet spåmossor, och familjen Funariaceae. Inga underarter finns listade i Catalogue of Life.